# Primera División 1936 (Costa Rica)
La Primera División costaricana del 1936, sedicesima edizione della massima serie del campionato costaricano di calcio, fu vinta dal Cartaginés, al suo secondo titolo. Retrocedette invece il Deportivo Alajuela Junior che non ritornò più in massima serie.
Vi parteciparono sette squadre.
Il campionato si articolò in dodici giornate ma la parità di punti tra il Cartaginés e il Club Sport La Libertad rese necessario lo spareggio articolato, a causa di due pareggi, in tre giornate aggiuntive.

## Avvenimenti
Nel 1936 ritornò a giocare in massima serie vincendo il campionato il Cartaginés, che vi mancava dal 1926. Al termine di quell'anno infatti un grosso incendio distrusse gli impianti sportivi di Cartago rendendo impossibile l'iscrizione della squadra al massimo campionato. Questa si sfaldò e il calcio abbandonò momentaneamente la città. Solo la costituzione del Corsarios nel 1930 riportò il calcio in città ma la squadra partecipò solo al campionato di quell'anno. Alcune persone rifondarono allora il Cartaginés nel 1934 iscrivendolo nelle serie inferiori e aspettando fino a questa stagione il ritorno tra i grandi del calcio costaricano.
Il campionato fu una lotta tra il Cartaginés e il La Libertad che terminarono il campionato a parità di punteggio. Questo rese necessario lo spareggio: la prima gara 1-1, la ripetizione 2-2 e la seconda ripetizione 1-0 per la squadra di Cartago, che vinse il suo secondo titolo nazionale.
Anche in questo campionato si segnalarono alcune partite per il numero dei gol realizzati: il Cartaginés superò per 8-0 la Gimnástica Espaňola e per 10-3 i campioni in carica dell'Herediano, l'Orión sconfisse 9-2 la Gimnástica Espaňola e con lo stesso risultato l'Herediano batté l'Alajuelense.

## Classifica
|    | Classifica                | Pt | G  | V | N | P  | GF | GS |
| -- | ------------------------- | -- | -- | - | - | -- | -- | -- |
| 1. | Cartaginés                | 18 | 12 | 9 | 0 | 3  | 48 | 15 |
| 2. | La Libertad               | 18 | 12 | 9 | 0 | 3  | 41 | 21 |
| 3. | Orión                     | 14 | 12 | 6 | 2 | 4  | 29 | 24 |
| 4. | Herediano                 | 13 | 12 | 6 | 1 | 5  | 48 | 33 |
| 5. | Gimnástica Espaňola       | 12 | 12 | 6 | 0 | 6  | 39 | 50 |
| 6. | Alajuelense               | 6  | 12 | 3 | 0 | 9  | 16 | 47 |
| 7. | Deportivo Alajuela Junior | 3  | 12 | 1 | 1 | 10 | 16 | 47 |

- Cartaginés e La Libertad costrette allo spareggio per decretare il vincitore del campionato
- Deportivo Alajuela Junior retrocesso nell'antenata della Segunda División

### Spareggi per la vittoria del campionato
Spareggio
| 1936 | Cartaginés            | 1 – 1 | La Libertad           | Sede:Cartago |
| 1936 | Marcatore sconosciuto |       | Marcatore sconosciuto | Sede:Cartago |

Ripetizione
| 1936 | Cartaginés                                  | 2 – 2 | La Libertad                                 | Sede:Cartago |
| 1936 | Marcatore sconosciuto Marcatore sconosciuto |       | Marcatore sconosciuto Marcatore sconosciuto | Sede:Cartago |

Seconda ripetizione
| 1936 | Cartaginés            | 1 – 0 | La Libertad | Sede:Cartago |
| 1936 | Marcatore sconosciuto |       |             | Sede:Cartago |

## Squadra campione
- Cartaginés - Campione della Costa Rica 1936

### Rosa
- Armando Calleja
- Enrique Madriz
- Napoleón Aguilar
- Lorenzo Arias
- Walter Evans
- Godofredo Cruz
- Edgar Pacheco
- Manuel Monge
- Humberto Pacheco
- Antonio Velazco
- José Marín
- José Madriz
- Nicolás Sterloff
- Dagoberto Cruz
- Claudio Escoto
- Aníbal Madriz
- Omar Flores
- Otto Meza